# Sear Bliss
Sear Bliss ist eine ungarische Metal-Band aus Szombathely im Westen Ungarns. Die Band wurde 1993 vom Sänger András Nagy und vom Bassisten Csaba Tóth gegründet. Charakteristisch für Sear Bliss ist der im Metal ungewöhnliche Einsatz von Blechblasinstrumenten. Ein Großteil ihrer Texte behandelt die spirituelle Seite menschlichen Denkens, dem Black Metal ordnet Nagy sie jedoch aufgrund ihrer abweichenden Ausrichtung nicht zu.

## Bandgeschichte

### 1993–1994
Sear Bliss wurde im Herbst 1993 vom Sänger András Nagy und dem Bassisten Csaba Toth, der zuvor bei Extreme Deformity gespielt hat, gegründet. Für die Gitarre wurde Janos Barbarics und fürs Schlagzeug wird Norbert Kleibinger gefunden, die beide zuvor bei Animosity gespielt haben.
Im Frühling 1994 kam es zu einer wesentlichen Änderung der Besetzung. Der Bassist Csaba Toth verließ die Band und András Nagy spielte an seiner statt Bass. Zoltan Csejtei übernahm dafür den Gesang und sein Bruder Csaba Csejtei kam als zusätzlicher Gitarrist hinzu. Des Weiteren fand die Band mit Winter einen Keyboarder und mit Gergely Szücs den ersten Trompetenspieler. Das Songwriting für ihr erstes Demo The Pagan Winter begann.

### 1995–1996
Im April 1995 verließ der Schlagzeuger Norbert Keibinger die Band, sodass die Demo-Aufnahmen mit dem Session-Drummer Bertalan, der wie auch Csaba Toth Mitglied der Band Extreme Derformity ist, durchgeführt werden mussten. Die Demo wurde im Mai 1995 veröffentlicht und erhielt gute Kritiken. Zoltan Csejtei, der bis dahin für den Gesang zuständig war, übernahm das Schlagzeug und András Nagy wieder den Gesang neben dem Bassspiel. Der Keyboarder Winter verließ die Band und wurde von Gergely Szücs ersetzt, der nun zusätzlich zur Trompete das Keyboard spielt. Das erste Konzert von Sear Bliss fand im August in Budapest statt. Drei Monate später unterzeichnete die Band ihren ersten Plattenvertrag über drei Alben bei Mascot Records und der ehemalige Keyboarder Winter stieg wieder ein.
Im August 1996 erschien ihr erstes Album Phantoms, das eigentlich nur Phantom heißen sollte, was aber von Mascot Records geändert wurde. Mit Phantoms wählte das eigentlich auf weniger harte Metal-Spielarten ausgerichtete niederländische Metal-Magazin Aardschok das erste Mal ein Black-Metal-Album zum Album des Monats.

### 1997–1998
Es erschien im Februar 1997 eine Wiederveröffentlichung der Demo The Pagan Winter als Albumversion mit einem Bonustitel. Sear Bliss tourten darauf zusammen mit Marduk und Tsatthoggua durch Europa. Die Besetzung blieb weiterhin unbeständig: Im März stiegen Zoltan Csejtei und sein Bruder Csaba Csejtei aus und im April der Keyboarder Winter, der bereits zwei Jahre zuvor für ein halbes Jahr ausgesetzt hatte. Kurz darauf wurden mit Zoltan Schönberger ein neuer Schlagzeuger und mit Viktor Scheer, der bereits Koproduzent von The Haunting war und es später auch von Glory and Perdition sein wird, ein neuer Gitarrist gefunden. Gergely Szücs spielte wieder Keyboard. Im August wurde das zweite Album The Haunting aufgenommen und ohne die Band abgemischt. Da die Band mit dem Ergebnis sehr unzufrieden war, wurde es im September darauf neu abgemischt.
Nachdem im Februar 1998 das Album erschienen war, wurde der Band im März eine dreiwöchige Europa-Tour mit Ancient angeboten, das die Band wegen Komplikationen mit dem Studium absagte.

### 1999–2000
Im März 1999 kündigte die Band den Vertrag bei Mascot Records. Viktor Scheer verließ die Band im August und kurz darauf taten Gergely Szücs und Janos Barbarics es ihm gleich. Es dauerte drei Monate bis mit András Horvath ein neuer Gitarrist gefunden wurde. Für das Keyboard und die Trompete mussten Session-Musiker engagiert werden. Istvan Neubrandt war als weiterer Gitarrist ab April 2000 bei Sear Bliss tätig. Nach einer kleinen Europa-Tour im Sommer wurde im Winter Grand Destiny aufgenommen und Zoltan Pal wurde neuer Trompeter bei Sear Bliss.

### 2001–2003
András Horvath verließ die Band nach einem Jahr und Krisztian Varga übernahm auf der Bühne die Gitarre. Im April 2001 wurde Grand Destiny bei Nephilim Records veröffentlicht. András Nagy wirkte bei Forest Silence mit, einem Projekt der ehemaligen Sear-Bliss-Mitglieder Winter und Zoltan Csejtei. Dessen Bruder Csaba Csejtei, der vier Jahre zuvor zeitgleich bei Sear Bliss ausgestiegen war, trat nun wieder der Band bei. Im November wechselte die Band zum Label Red Stream, Inc., das zunächst Grand Destiny wiederveröffentlichte, bevor es im Oktober 2002 das vierte Album Forsaken Symphony veröffentlichte, woran sich eine Europa-Tour mit Skyforger, Grief of Emerald, Obtest und Bestial Mockery anschloss. Im Jahr 2003 tourte die Band in den Benelux-Staaten und spielte zwei Konzerte in Budapest, eines unter anderem mit Marduk. Ende des Jahres begannen die Aufnahmen für das fünfte Album Glory and Perdition.

### Seit 2004
Zehn Jahre Bandgeschichte veranlasste Sear Bliss ein Jubiläumskonzert zu geben, das am 22. Februar 2004 in der Hauptstadt ihres Heimatlandes Budapest stattfand.
Die im Juni 2005 von Pagan Flames Productions veröffentlichte DVD, enthält diverse Live-Aufnahmen und Studio-Reports, aber nicht die Aufnahmen des Jubiläumskonzerts. Diese erschienen auf der Ghost-of-Perdition-DVD bei Red Stream. 2006 begannen Sear Bliss die Arbeiten an einem Musikvideo zu Two Worlds Collide vom Album Glory and Perdition. Vic Records kauften die Rechte der ersten drei Alben, die 2005 neu gemastert wiederveröffentlicht wurden. Im September entschieden sich Sear Bliss jedoch um und unterschrieben einen Vertrag mit Candlelight Records. Im Juli 2007 war das Album The Arcane Odyssey fertig aufgenommen und kam im Oktober in den Handel. Dieses weist zahlreiche fremde Stilelemente auf; András Nagy weist jedoch auf die Innovation früherer Bands wie Bathory, Venom und Hellhammer/Celtic Frost hin, er sehe „nichts Falsches daran, genrefremde Ideen zu verarbeiten“.

## Diskografie
- 1995: The Pagan Winter (Demo)
- 1996: Phantoms
- 1997: The Pagan Winter (Wiederveröffentlichung als Album)
- 1998: The Haunting
- 2001: Grand Destiny
- 2002: Forsaken Symphony
- 2004: Glory and Perdition
- 2005: Decade of Perdition (Live-DVD)
- 2007: The Arcane Odyssey
- 2012: Eternal Recurrence
- 2018: Letters from the Edge